# Hrabstwo Owyhee
Hrabstwo Owyhee (ang. Owyhee County) – hrabstwo w stanie Idaho w Stanach Zjednoczonych. Obszar całkowity hrabstwa obejmuje powierzchnię 7696,71 mil² (19 934,39 km²). Według szacunków United States Census Bureau w roku 2009 miało 11 223 mieszkańców. Jego siedzibą administracyjną jest Murphy.
Hrabstwo założono 31 grudnia 1863 z siedzibą w Ruby City, którą w 1867 r. przeniesiono do Silver City, a w 1934 do obecnej miejscowości.

## Miejscowości
- Grand View
- Homedale
- Marsing
- Murphy (CDP)